# Эстели
Эстели́ (исп. Estelí) — город и муниципалитет в северо-западной части Никарагуа, административный центр департамента Эстели. Является городом-героем Никарагуа.

## Географическое положение
Расположен примерно в 150 км к северу от столицы страны, города Манагуа. Через Эстели проходит Панамериканское шоссе.
Абсолютная высота — 856 метров над уровнем моря. Площадь муниципалитета составляет 795,7 км².
Благодаря географическому положению, климат в городе остаётся мягким и благоприятным для людей на протяжении всего года.

## История
29 июля 1937 года была подписана конвенция о строительстве Панамериканского шоссе (которое было проложено из города Окоталь через Эстели и далее к Себако - что способствовало развитию поселения).
25 августа 1978 года Сандинистский фронт национального освобождения призвал начать всеобщую забастовку, а 5 сентября 1978 года - начал восстание против режима семейства Сомоса, одним из центров восстания стал город Эстели. С целью восстановления контроля над городом в Эстели были направлены части национальной гвардии, усиленные бронетехникой и авиацией. В ходе боевых действий имели место разрушения и человеческие жертвы.
16 июля 1979 года силы СФНО установили контроль над городом и Эстели был объявлен освобождённой территорией, однако боевые действия в окрестностях города продолжались ещё несколько дней - оставшиеся в сельской местности национальные гвардейцы, полицейские и другие сторонники Сомосы стремились покинуть этот район и прорваться в столицу по Панамериканскому шоссе. Последний бой на этом участке шоссе имел место 19 июля 1979 года, когда повстанцы СФНО остановили на окраине города колонну из грузовиков и бронетранспортёра (в перестрелке погибли девять бойцов СФНО, но после подхода подкреплений сторонники Сомосы были вынуждены бросить автомобильную технику и отступить в сторону реки Рио-Вьехо).
После победы Сандинистской революции, 25 августа 1981 года распоряжением руководящего Совета страны  городу присвоено почётное звание «Город-герой»
В ходе выполнения плана по ликвидации неграмотности и развитию образования здесь были открыты новые школы, а в 1982 году - открыта школа сельского хозяйства и животноводства (Escuela Internacional de Agricultora y Ganadería "ALAG-Rivas"). 19 июля 1986 года именно в Эстели прошли основные праздничные мероприятия в честь 7-й годовщины победы Сандинистской революции.
В дальнейшем, при содействии СССР, ГДР и Чехословакии в Эстели была построена текстильная фабрика. Также, в 1987 году при содействии СССР здесь началось строительство средневолновой радиостанции.
В 2021 году правительство Никарагуа приняло программу строительства в департаментах страны новых медицинских центров (один из которых начали строить в городе Эстели).

## Население
По данным на 2013 год численность населения города составляет 104 625 человек.
Динамика численности населения города по годам:
| 1971   | 1995   | 2000   | 2005   | 2013    |
| ------ | ------ | ------ | ------ | ------- |
| 19 801 | 71 550 | 82 359 | 96 422 | 104 625 |

## Экономика и инфраструктура
Экономика города основывается на выращивании табака для производства сигар; кроме того имеет место туризм.
Эстели располагает лучшими в стране системами водопровода и канализации, покрывающими жилища почти всего населения города. На протяжении истории в Эстели строились 3 взлётно-посадочные полосы, однако на сегодняшний день нет ни одной.

## Города-побратимы
- Билефельд, Германия
- Делфт, Нидерланды
- Эври, Франция
- Шеффилд, Великобритания
- Ставангер, Норвегия
- Линчёпинг, Швеция
- Стивенс-Пойнт, США
- Ла-Абра, США
- Сан-Фелиу-де-Льобрегат, Испания